# Terme Euganee
Terme Eugànee è il termine che definisce una zona a sud della città di Padova che comprende i comuni di Abano Terme, Montegrotto Terme e limitrofi. Note fin dall'antichità prima agli antichi Veneti e poi agli antichi Romani, ad oggi le Terme Euganee sono ampiamente conosciute per i benefici terapeutici dell'acqua termale del Bacino Termale Euganeo. Le Terme Euganee si estendono su un'area di 36 km², ai piedi dei Colli Euganei.

## I comuni del comprensorio
- Abano Terme
- Battaglia Terme
- Galzignano Terme
- Montegrotto Terme
- Teolo

## Storia

### L'acqua termale delle Terme Euganee
Le acque del bacino termale di Abano e Montegrotto appartengono alla categoria delle acque sotterranee profonde. L'unicità di queste acque termali nasce dal lungo viaggio che devono percorrere per arrivare alle Terme Euganee. L'acqua termale proviene dai bacini dei Monti Lessini, nelle Prealpi, e defluisce nel sottosuolo attraverso la roccia calcarea arrivando fino ad una profondità stimata di circa 2000-3000 metri. L'acqua viene trattenuta ad alta temperatura e a forte pressione per un percorso di circa 80 chilometri durante un periodo medio inizialmente stimato in circa 25/30 anni ma che recenti studi sulle caratteristiche isotopiche e chimico-fisiche delle acque hanno confermato essere molto maggiore, dell'ordine anche delle migliaia di anni. Lungo il percorso l'acqua si arricchisce di sali minerali ed infine arriva agli stabilimenti termali del bacino euganeo dove viene estratta dai pozzi a temperatura variabile, superando spesso gli 85 °C.
La ricchezza di sostanze disciolte rende l'acqua termale euganea unica al mondo, classificata, dal punto di vista chimico, come ipertermale, clorurato sodica, e secondo una consolidata classificazione in campo medico, come salso-bromo-iodica con un residuo fisso a 180° di 5-6 grammi di sali disciolti per litro. L'estrazione dell'acqua termale di Abano e Montegrotto è regolamentata da norme che la disciplinano, evitando l'utilizzo eccessivo e lo spreco indiscriminato delle risorse termali.
Tabella della composizione chimica dell'acqua termale euganea:
| Elemento chimico                | Dato           |
| ------------------------------- | -------------- |
| Temperatura dell'acqua          | 77 °C          |
| pH                              | 7,1            |
| Conducibilità elettrica a 18 °C | 7042 p Siemens |
| Residuo fisso a 180 °C          | 5,050 g/L      |
| Residuo fisso a 550 °C          | 4,340 g/L      |
| Ione sodio (Na+)                | 1,239 g/L      |
| Ione potassio (K+)              | 0,088 g/L      |
| Ione calcio (Ca2+)              | 0,366 g/L      |
| Ione magnesio (Mg2+)            | 0,080 g/L      |
| Ione ammonio (NH4 +)            | 0,0027 g/L     |
| Ferro (Fe)                      | <0,05 p.p.m.   |
| Ione nitrito (NO2 -)            | Assente        |
| Ione nitrato (NO3 -)            | Assente        |
| Ione solfato (SO4 2-)           | 0,980 g/L      |
| Ione cloruro (Cl-)              | 2,176 g/L      |
| Ione idrogenocarbonato (HCO3 -) | 0,169 g/L      |
| Ione bromuro (Br-)              | 13,6 mg/L      |
| Ione ioduro (I-)                | 0,82 mg/L      |
| Solfuro di idrogeno (H2S)       | 1,67 mg/L      |
| Silice (SiO2)                   | 0,051 g/L      |
| Alcalinità (mL HCl 0.1 N/L)     | 27,7           |
| Durezza totale                  | 120 °F         |
| Ossidabilità                    | 7,40 mg/L      |
| Sostanze organiche              | 0,3310 g/L     |
| Delta crioscopico               | 0,23 °C (-)    |
| Pressione osmotica              | 3,10 atm       |

### Cure termali
Tutti i comuni del bacino termale euganeo, ed in particolare Abano, Galzignano e Montegrotto, vantano straordinarie proprietà terapeutiche delle acque termali le quali vengono applicate ad una vasta gamma di trattamenti e programmi di remise en forme. Ogni albergo è dotato di strutture termali: infatti alle Terme Euganee non esistono vere e proprie terme pubbliche.

### Balneoterapia
La balneoterapia consiste nell'immersione del corpo in una vasca individuale contenente acqua termale salso-bromo-iodica a 36-38 °C calda la quale viene arricchita di ozono. Questa terapia, molto diffusa alle terme, facilita le attività delle articolazioni, scioglie i movimenti, rilassa i muscoli e diminuisce il dolore. L'intensa azione vasodilatatrice stimola, inoltre, l'azione del sangue. La balneoterapia è indicata soprattutto per sindromi dolorose e atrofie muscolari, programmi riabilitativi dopo traumi, fratture e interventi chirurgici, processi infiammatori cronici e dermatosi. Le sedute di balneoterapia durano circa 15 minuti per cicli totali di 12 bagni effettuandone uno al giorno e, quasi sempre, segue la fangoterapia.
Il bagno termale, grazie alla pressione esercitata dall'acqua, è ideale:
- per le articolazioni,
- per sindromi dolorose e atrofie muscolari,
- per programmi riabilitativi dopo traumi, fratture e interventi chirurgici.

Oltre a ciò, la composizione chimica dell'acqua favorisce la risoluzione di processi infiammatori cronici e di molteplici tipologie di dermatosi.

### Idrokinesiterapia
L'idrokinesiterapia consiste nell'immersione del corpo in una piscina. Il peso del corpo viene alleggerito quasi del 90% al fine di affrontare i vari esercizi di riabilitazione con uno sforzo sensibilmente ridotto. Grazie a questa terapia, inoltre, si registrano ottimi risultati terapeutici in breve tempo. La specifica composizione chimica e la temperatura dell'acqua termale favoriscono una ripresa dolce e graduale dell'esercizio fisico.
L'idrokinesiterapia è il trattamento ideale per la cura di deficit muscolari, per riacquistare la forza fisica dopo un intervento, per la cura di artrosi e per pazienti neurologici ed anziani, che possono trovare difficile e doloroso muoversi a terra.
La terapia, oltre che naturale ed efficace, è anche divertente e rilassante. L'idrokinesiterapia rappresenta, quindi, una terapia naturale ed efficace non solo per il recupero ed il mantenimento dell'apparato locomotore, ma anche per la riduzione dei tempi di recupero di articolazioni traumatizzate.

### Fangoterapia
Fra le varie terapie termali, alle Terme Euganee, viene praticata la fangoterapia. Tutti gli hotel di Abano, Galzignano Terme, Montegrotto sono dotati di centri per la cura termale e per la fangoterapia.

### Terapia inalatoria
Tutti gli hotel di Abano e Montegrotto sono dotati di un apposito reparto per la cura inalatoria. La terapia inalatoria è realizzata con l'acqua termale nebulizzata ed è un toccasana per le patologie delle vie respiratorie superiori ed inferiori. Le inalazioni sono efficaci per la prevenzione e la cura delle patologie croniche.

### Remise en forme e bellezza
Ogni stabilimento termale euganeo è in grado di offrire programmi di remise en forme e trattamenti estetici. Ogni albergo si avvale di personale esperto e qualificato per la pratica di massaggi, terapie innovative, cura dell'alimentazione, trattamenti con i prodotti termali.